# Hévízi római kori oltárkő
A hévízi római kori oltárkő Hévízen a Mexikói (ma József Attila) utcában talált 2-3. századi római kori oltárkő. Készítője ismeretlen. A feliratából csak az első sor maradt meg: I(ovi) O(ptinio) M(aximo). 1930-ban a feliratból több látszott, de már akkor is töredékes volt: I(ovi) O(ptinio) M(aximo) Pro/ sal(ute) et victoria/dd(ominorum) nn(ostrorum) aa(ugustorum)/—/ — — —/ —- — —/ p(atris) p(atriae) v(otum) s(olvit) l(ibens) l(aetus m(erito).
A feliratot úgy értelmezik, hogy a követ Iuppiter főisten tiszteletére állították.